# Saison 1968-1969 du FC Nantes
Chronologie
Saison précédente Saison suivante
La saison 1968-1969 du FC Nantes est la 26e saison de l'histoire du club nantais. Le club est engagé dans deux compétitions : la Division 1 (6e participation) et la Coupe de France (26e participation).

## Effectif et encadrement

### Tableau des transferts

#### Transferts du mercato d'été
| Nom                | Nationalité        | Poste     | Modalités                   | Provenance/Destination   | Division           |
| ------------------ | ------------------ | --------- | --------------------------- | ------------------------ | ------------------ |
| Arrivées           |                    |           |                             |                          |                    |
| Jean-Michel Fouché | France             | Gardien   |                             | FC Nantes rés.           | DH Atlantique (D4) |
| Alain Bonnat       | France             | Défenseur |                             |                          |                    |
| Raynald Denoueix   | France             | Défenseur |                             | FC Nantes rés.           | DH Atlantique (D4) |
| Jean-Luc Laguillez | France             | Défenseur |                             |                          |                    |
| René Le Lamer      | France             | Défenseur | Retour du service militaire | RC Joinville             | Division 2 (D2)    |
| Michel Pech        | France             | Milieu    |                             | USM Malakoff             | CFA - Nord (D3)    |
| Jacques Contassot  | France             | Attaquant |                             |                          |                    |
| Paul Courtin       | France             | Attaquant |                             | FC Nantes rés.           | DH Atlantique (D4) |
| Christian Drouet   | France             | Attaquant | Retour du service militaire | RC Joinville             | Division 2 (D2)    |
| Jean-Jacques Lanoé | France             | Attaquant |                             |                          |                    |
| Départs            |                    |           |                             |                          |                    |
| Daniel Eon         | France             | Gardien   |                             | RC Ancenis               | DH Atlantique (D4) |
| Stevan Sekereš     | RFS de Yougoslavie | Défenseur |                             |                          |                    |
| Gérard Géorgin     | France             | Milieu    |                             | AC Ajaccio               | Division 1 (D1)    |
| Jacky Simon        | France             | Attaquant |                             | FC Girondins de Bordeaux | Division 1 (D1)    |

#### Transferts hors mercato
| Nom             | Nationalité | Poste     | Modalités                          | Provenance/Destination | Division        |
| --------------- | ----------- | --------- | ---------------------------------- | ---------------------- | --------------- |
| Arrivées        |             |           |                                    |                        |                 |
| Georges Eo      | France      | Milieu    | Retour du service militaire (mars) | RC Joinville           | Division 2 (D2) |
| Départs         |             |           |                                    |                        |                 |
| Pierre Ferrazzi | France      | Attaquant | (octobre)                          | Stade de Reims         | Division 2 (D2) |

## Matchs de la saison

### Division 1
| Date                        | Journée | Adversaire               | Lieu | Score | Buteurs du FC Nantes                         | Class. | Affluence |
| --------------------------- | ------- | ------------------------ | ---- | ----- | -------------------------------------------- | ------ | --------- |
| Dimanche 1er septembre 1968 | J01     | RC Paris-Sedan           | Dom. | 3 - 2 | Pech 49e, Michel 59e, Suaudeau 76e           |        | 7.676     |
| Dimanche 8 septembre 1968   | J02     | Olympique de Marseille   | Dom. | 2 - 1 | Blanchet 7e, Barret 44e                      |        | 11.527    |
| Vendredi 13 septembre 1968  | J03     | AS Saint-Étienne         | Ext. | 1 - 3 | Blanchet 47e                                 |        | 15.000    |
| Samedi 21 septembre 1968    | J04     | AC Ajaccio               | Dom. | 0 - 0 | -                                            |        | 16.659    |
| Samedi 28 septembre 1968    | J05     | US Valenciennes-Anzin    | Ext. | 0 - 0 | -                                            |        | 7.490     |
| Samedi 5 octobre 1968       | J06     | OGC Nice                 | Dom. | 0 - 0 | -                                            |        | 15.595    |
| Dimanche 13 octobre 1968    | J07     | Olympique lyonnais       | Ext. | 1 - 3 | Blanchet 52e                                 |        | 10.206    |
| Samedi 19 octobre 1968      | J08     | Nîmes Olympique          | Dom. | 3 - 1 | Barret 20e, Pech 28e, Blanchet 65e           |        | 8.978     |
| Samedi 26 octobre 1968      | J09     | Stade rennais UC         | Ext. | 1 - 2 | Blanchet 71e                                 |        | 15.714    |
| Vendredi 1er novembre 1968  | J10     | FC Rouen                 | Dom. | 0 - 1 | -                                            |        | 11.538    |
| Dimanche 10 novembre 1968   | J11     | RC Strasbourg            | Ext. | 0 - 1 | -                                            |        | 4.865     |
| Dimanche 17 novembre 1968   | J12     | SEC Bastia               | Dom. | 3 - 0 | Blanchet 63e, Michel 75e, Drouet 87e         |        | 5.919     |
| Dimanche 24 novembre 1968   | J13     | FC Girondins de Bordeaux | Ext. | 1 - 1 | Blanchet 66e                                 |        | 15.106    |
| Dimanche 1er décembre 1968  | J14     | Red Star FC              | Dom. | 0 - 1 | -                                            |        | 7.867     |
| Dimanche 8 décembre 1968    | J15     | FC Metz                  | Ext. | 0 - 1 | -                                            |        | 6.271     |
| Dimanche 15 décembre 1968   | J16     | AS Monaco FC             | Dom. | 2 - 0 | Gondet 69e 78e                               |        | 4.662     |
| Dimanche 5 janvier 1969     | J17     | FC Sochaux-Montbéliard   | Ext. | 2 - 1 | Blanchet 14e, Courtin 35e                    |        | 3.887     |
| Dimanche 19 janvier 1969    | J18     | Olympique de Marseille   | Ext. | 1 - 3 | Pech 87e                                     |        | 22.099    |
| Dimanche 26 janvier 1969    | J19     | AS Saint-Étienne         | Dom. | 3 - 0 | Michel 12e, Courtin 37e 48e                  |        | 19.288    |
| Dimanche 2 février 1969     | J20     | AC Ajaccio               | Ext. | 0 - 1 | -                                            |        | 3.523     |
| Dimanche 16 février 1969    | J21     | US Valenciennes-Anzin    | Dom. | 3 - 2 | Barret 14e, Pech 18e, Courtin 30e            |        | 6.301     |
| Samedi 15 mars 1969         | J23     | Olympique lyonnais       | Dom. | 2 - 1 | Courtin 44e, Gondet 75e                      |        | 8.426     |
| Samedi 22 mars 1969         | J24     | Nîmes Olympique          | Ext. | 2 - 1 | Gondet 47e 69e                               |        | 3.522     |
| Samedi 29 mars 1969         | J22     | OGC Nice                 | Ext. | 0 - 0 | -                                            |        | 4.733     |
| Samedi 5 avril 1969         | J25     | Stade rennais UC         | Dom. | 3 - 2 | Gondet 20e, Pech 62e, Blanchet 86e           |        | 11.792    |
| Dimanche 13 avril 1969      | J26     | FC Rouen                 | Ext. | 0 - 3 | -                                            |        | 4.752     |
| Samedi 3 mai 1969           | J28     | SEC Bastia               | Ext. | 1 - 3 | Gondet 23e                                   |        | 4.040     |
| Samedi 10 mai 1969          | J29     | FC Girondins de Bordeaux | Dom. | 1 - 2 | Blanchet 36e                                 |        | 18.683    |
| Jeudi 15 mai 1969           | J30     | Red Star FC              | Ext. | 3 - 2 | Blanchet 22e, Pech 43e, Kervarrec 58e        |        | 7.670     |
| Samedi 24 mai 1969          | J31     | FC Metz                  | Dom. | 1 - 2 | Gondet 44e                                   |        | 5.404     |
| Samedi 31 mai 1969          | J32     | AS Monaco FC             | Ext. | 0 - 2 | -                                            |        | 1.191     |
| Mercredi 4 juin 1969        | J27     | RC Strasbourg            | Dom. | 4 - 0 | Blanchet 67e 85e, Kervarrec 68e, Courtin 70e |        | 3.812     |
| Samedi 7 juin 1969          | J33     | FC Sochaux-Montbéliard   | Dom. | 0 - 0 | -                                            |        | 5.479     |
| Samedi 14 juin 1969         | J34     | RC Paris-Sedan           | Ext. | 1 - 3 | Eo 85e                                       |        | 3.416     |

## Statistiques

### Statistiques collectives
| Compétition     | Débute au tour  | Termine         | Matches joués | Gagnés | Nuls | Perdus | Buts pour | Buts contre | Différence |
| --------------- | --------------- | --------------- | ------------- | ------ | ---- | ------ | --------- | ----------- | ---------- |
| Division 1      | -               | 10e             | 34            | 13     | 6    | 15     | 44        | 45          | -1         |
| Coupe de France | 1/32e de finale | 1/16e de finale | 2             | 1      | 0    | 1      | 6         | 5           | +1         |
| Total           | -               | -               | 36            | 14     | 6    | 16     | 50        | 50          | +0         |

### Statistiques individuelles
| N° | Pos. | Nat. | Nom                  | Division 1 | Division 1  | Division 1 | Division 1   | Coupe de France | Coupe de France | Coupe de France | Coupe de France | Total | Total       | Total  | Total        |
| N° | Pos. | Nat. | Nom                  | MJ         | But inscrit | Averti     | Carton rouge | MJ              | But inscrit     | Averti          | Carton rouge    | MJ    | But inscrit | Averti | Carton rouge |
| -- | ---- | ---- | -------------------- | ---------- | ----------- | ---------- | ------------ | --------------- | --------------- | --------------- | --------------- | ----- | ----------- | ------ | ------------ |
|    | G    |      | André Castel         |            |             |            |              |                 |                 |                 |                 | 31    | -           |        |              |
|    | G    |      | Jean-Michel Fouché   |            |             |            |              |                 |                 |                 |                 | 5     | -           |        |              |
|    | D    |      | Alain Bonnat         |            |             |            |              |                 |                 |                 |                 | 2     | -           |        |              |
|    | D    |      | Robert Budzynski     |            |             |            |              |                 |                 |                 |                 | 11    | -           |        |              |
|    | D    |      | Gabriel De Michèle   |            |             |            |              |                 |                 |                 |                 | 35    | -           |        |              |
|    | D    |      | Raynald Denoueix     |            |             |            |              |                 |                 |                 |                 | 1     | -           |        |              |
|    | D    |      | Vincent Estève       |            |             |            |              |                 |                 |                 |                 | 23    | -           |        |              |
|    | D    |      | Jean-Luc Laguillez   |            |             |            |              |                 |                 |                 |                 | 1     | -           |        |              |
|    | D    |      | René Le Lamer        |            |             |            |              |                 |                 |                 |                 | 21    | -           |        |              |
|    | D    |      | Jean-Claude Osman    |            |             |            |              |                 |                 |                 |                 | 36    | -           |        |              |
|    | D    |      | Claude Robin         |            |             |            |              |                 |                 |                 |                 | 21    | -           |        |              |
|    | M    |      | Charles Dorn         |            |             |            |              |                 |                 |                 |                 | 4     | -           |        |              |
|    | M    |      | Georges Eo           |            |             |            |              |                 |                 |                 |                 | 6     | 1           |        |              |
|    | M    |      | Henri Michel         |            |             |            |              |                 |                 |                 |                 | 36    | 5           |        |              |
|    | M    |      | Michel Pech          |            |             |            |              |                 |                 |                 |                 | 29    | 6           |        |              |
|    | M    |      | Jean-Claude Suaudeau |            |             |            |              |                 |                 |                 |                 | 28    | 1           |        |              |
|    | A    |      | Alain Barret         |            |             |            |              |                 |                 |                 |                 | 29    | 4           |        |              |
|    | A    |      | Bernard Blanchet     |            |             |            |              |                 |                 |                 |                 | 34    | 13          |        |              |
|    | A    |      | Jacques Contassot    |            |             |            |              |                 |                 |                 |                 | 2     | -           |        |              |
|    | A    |      | Paul Courtin         |            |             |            |              |                 |                 |                 |                 | 18    | 7           |        |              |
|    | A    |      | Christian Drouet     |            |             |            |              |                 |                 |                 |                 | 3     | 1           |        |              |
|    | A    |      | Pierre Ferrazzi      |            |             |            |              |                 |                 |                 |                 | 1     | -           |        |              |
|    | A    |      | Philippe Gondet      |            |             |            |              |                 |                 |                 |                 | 30    | 10          |        |              |
|    | A    |      | Patrice Kervarrec    |            |             |            |              |                 |                 |                 |                 | 10    | 2           |        |              |
|    | A    |      | Jean-Jacques Lanoé   |            |             |            |              |                 |                 |                 |                 | 1     | -           |        |              |

### Buteurs
| N° | Pos. | Nat. | Nom                  | Division 1 | Coupe de France | Total |  |   |  |                  |    |   |    |
| -- | ---- | ---- | -------------------- | ---------- | --------------- | ----- |  | - |  | ---------------- | -- | - | -- |
| N° | Pos. | Nat. | Nom                  | Division 1 | Coupe de France | Total |  | A |  | Bernard Blanchet | 13 | 2 | 15 |
|    | A    |      | Philippe Gondet      | 8          | 2               | 10    |  |   |  |                  |    |   |    |
|    | A    |      | Paul Courtin         | 6          | 1               | 7     |  |   |  |                  |    |   |    |
|    | M    |      | Michel Pech          | 6          | 0               | 6     |  |   |  |                  |    |   |    |
|    | M    |      | Henri Michel         | 3          | 2               | 5     |  |   |  |                  |    |   |    |
|    | A    |      | Alain Barret         | 3          | 1               | 4     |  |   |  |                  |    |   |    |
|    | A    |      | Patrice Kervarrec    | 2          | 0               | 2     |  |   |  |                  |    |   |    |
|    | A    |      | Christian Drouet     | 1          | 0               | 1     |  |   |  |                  |    |   |    |
|    | M    |      | Georges Eo           | 1          | 0               | 1     |  |   |  |                  |    |   |    |
|    | M    |      | Jean-Claude Suaudeau | 1          | 0               | 1     |  |   |  |                  |    |   |    |
|    |      |      | Total                | 44         | 8               | 52    |  |   |  |                  |    |   |    |

## Sélectionnés en équipe nationale
Henri Michel: 3 (1 but)
Bernard Blanchet: 3 (1 but)

## Affluences
L'affluence à domicile du FC Nantes atteint un total de 169 606 spectateurs en 17 rencontres de Division 1, soit une moyenne de 9 977/match.
Affluence du FC Nantes à domicile